# Zatrephes lentiginosus
Zatrephes lentiginosus är en fjärilsart som beskrevs av Rothschild 1917. Zatrephes lentiginosus ingår i släktet Zatrephes och familjen björnspinnare. Inga underarter finns listade i Catalogue of Life.